# 四海鏡
「四海鏡」（しかいきょう）は、藤子不二雄の藤本弘（のちの藤子・F・不二雄）による読切SF漫画作品。小学館『ビッグコミック』1982年10月10日号に掲載された。

## 概要
未来から来たカメラ販売員のヨドバが登場するカメラシリーズ作品の一つ。「四海」は「全世界」という意味。「四海鏡」はあらゆる場所をあらゆる角度から写せるカメラである。

## 登場人物
ローン会社の社長
鋭い勘のみで成り上がった男。愛人の浮気を執拗に疑っているが、愛人が惜しいのではなく、知らないうちにコケにされることをがまんできない性格のため。
ヨドバ
カメラのセールスマン。今作の「四海鏡」の販売では、金持ちを集めてオークション形式で値段を付けさせて大儲けすることをたくらむ。ローン会社の社長に「商売上役立つ」「都内女湯めぐりなど悪くありませんよ」などの売り文句で四海鏡を売り込む。
興信所の男
ローン会社の社長が愛人の身辺調査のために雇った男。
紅子
ローン会社の社長の愛人。ローン会社の社長から、他に男がいるのではと疑われている。
建設会社の社長
太った関西弁の男。ローン会社の社長と四海鏡購入を巡って争い、購入金額を吊り上げていく。
車いすの少年
旅行をしたことがなく、本を読んだりテレビを見たりして、いつも世界旅行を空想している。